# Magic: The Gathering
Magic: The Gathering (позната още като MTG и Magic) е първата събирателна игра на карти. Създадена е от Ричард Гарфилд и представена от компанията Wizards of the Coast през 1993. Според данни от 2011 година Magic се играе от 12 милиона играчи по цял свят. Magic може да бъде игран от двама или повече играчи с истински карти или виртуални такива през интернет базиран софтуер като Magic: The Gathering Online и други.
Всяка игра представлява битка между двама магьосници (познати в историята на играта като planeswalkers), които ползват магии и същества, изобразени на отделните карти, за да победят опонентите си.
Играта има изградена мрежа от турнири, общности от професионални играчи, както и вторичен пазар за карти. Някои карти могат да бъдат ценни поради рядкостта или използваемостта си.

## Правила и основи на играта
В игра на Magic двама или повече играчи се съревновават в битка като силни магьосници, наречени planeswalkers. Всеки играч започва с двадесет „жизнени точки“ и я губи, когато те бъдат намалени до нула. Играчите губят живот, когато им бъде нанесена щета, бидейки атакувани от същества или чрез магии и други карти каращи ги да губят живот. Играта може да бъде загубена също и ако някой се опита да изтегли карта от тесте (наречено в играта „библиотека“), в които не са останали карти или като съберат 10 poison counter-a. Също така някои карти упоменават други начини за печелене или губене на играта.
Играчите започват играта разбърквайки тестетата си и теглейки по седем карти. Всеки от тях тегли по една карта в началото на всеки ход с изключение на първия играч в първия си ход. Играчите си разменят ходове състоящи се от няколко различни фази. Повечето карти могат да бъдат играни само през основната фаза на собствения си ход. Играчът, чиито е ходът, винаги има шанс първи да играе картите си (има приоритет на действията). В края на всеки ход, ако активният играч има повече от седем карти, то той дискардва (изхвърля от ръката си в „гробището“), докато ръката му съдържа точно седем карти. Играчите държат ръцете си от карти, скрити от останалите в повечето случаи.
Двата основни вида карти в Magic са „магии“ и „земи“. Земите създават „мана“ – магическа енергия, която се използва от играчите, за да играят магии. Играчите могат да играят само по една земя на ход. По-силните магии струват повече мана, тъй че с течение на играта повече мана става достъпна, количеството и силата на магиите обикновено се увеличава с напредването на играта. Някои магии искат допълнителни ресурси като определена бройка карти в игра или плащане чрез жизнени точки. Магиите имат няколко различни вида sorcery и instant магиите имат единичен ефект преди да отидат в гробището. Enchantment, artifact са перманенти, които остават в игра и имат дълготраен ефект или активни умения. Creature картите изобразяват различни същества, чрез които играчите се атакуват и нанасят щета на опонентите си. В изданието Lorwyn са представени и нов вид карти – planeswalker, които изобразяват силен съюзник, който се бие със собствените си магически умения. Картите могат да бъдат от повече от един тип.

### Конструиране на тесте
Всеки играч се нуждае от собствено тесте, за да играе Magic. В повечето турнирни формати тестетата се нуждаят от минимум шестдесет карти, като няма горна граница. Играчите нямат право да имат по повече от четири копия на конкретна карта с изключение на базовите земи (basic lands), които са основният ресурс в Magic. В limited форматите, където се отваря малко количество карти от бустър пакове минималното тесте е от четиридесет карти. В някои формати някои карти са ограничени до 1 бройка или напълно забранени. Тези ограничения обикновено са породени от прекалено силни карти в съответния формат.
Конструирането на тесте изисква много стратегия и познаване на играта от играчите, поради факта че трябва да се избира измежду хиляди карти, с които могат да играят. Това кара играчите да могат да определят силата на картите, както и възможните синергии между тях. Също така трябва да се има предвид срещу какви другите тестета ще се играе (познаване на „мета играта“, която се променя според това къде играят играчите и кои издания са излезли). Изборът обикновено се стеснява от избора на цветове, които да включат в тестетата си. Този избор е важна част от създаването на тесте. Намаляването на цветове, които се използват увеличава консистенцията на самото тесте и вероятността да изтегли правилните земи, за да може да изиграва останалите си карти. От друга страна играч, използващ повече цветове, има по-голям набор от карти, макар и да има по-голям шанс да няма нужния ресурс да ги изиграе.

### Цветовете вMagic
Повечето магии са от в един от пет цвята. Цветовете могат да бъдат видени на гърба на картите в пентагон, познат като „Цветното колело“/Color Wheel. По часовниковата стрелка, започвайки отгоре, те са: бяло, синьо, черно, червено, зелено, и съкратени съответно WUBRG. U за „синьо“ идва от факта, че всички символи са инициалите на цветовете на английски език, като B се използва от черното. За да се изиграе съответната магия, тя се нуждае от поне една мана от съответния цвят. Тази мана обикновено се генерира от основни земи: полета за бялото, острови за синьото, блата за черното, планини за червеното и гори за зеленото. Балансът и различията между цветовете е един от главните аспекти на играта. Всеки цвят има свои сили и слабости, базирани на „стила“, в който се представя съответният цвят магия.
- Бялото е цветът на реда, равенството, правдата, лекуването, законите, обществото, мира, абсолютизма и светлината. Силите на бялото са малките същества, които са силни заедно; защитаването на тези същества, чрез enchantment-и; Набавянето на жизнени точки; предпазването от щета по същества и играчи; ограничаването на играчи и така нататък. Някои бели същества имат защита/protection от другите цветове, даже и от типове карти, което ги прави почти неуязвими от тях. Основните механики на бялото са first strike, lifelink и vigilance. Слабостите на бялото са фокусът му към съществата и липсата на директно премахване на същества, вместо просто да ги ограничава и фактът, че повечето силни и масови магии имат ефект над всички играчи, включително и този, който ги изиграва.

- Синьото е цветът на интелекта, смисъла, илюзията, логиката, знанието, манипулацията и хитрините, както и на класическите елементи на въздуха и водата. Сините карти са най-добрите в тегленето на допълнителни карти; взимането на контрол над карти на опонента перманентно; връщане на карти в ръка и контрирането на магии, което ги кара да бъдат сложени директно в гробището и маната, използвана за тях, да бъде изхабена. Сините същества обикновено са по-слаби, отколкото тези на другите цветове, но обикновено имат умения, които ги правят трудни за блокиране, специално flying и по-малко използваните в този цвят shroud и hexproof. Слабостите на синьото включват липсата за справяне с магии, които вече са изиграни, както и малките и скъпи същества.

- Черното е цветът на силата, амбицията, ненаситността, болестите, покварата, егоизма, аморалността и жертвата. Не е задължително зло, макар че доста от картите го показват директно или индиректно, чрез концепцията си. Черното е най-добро в унищожаването на същества; принуждаването на играчи да изхвърлят карти от ръцете си директно в гробището; каране на играчи да губят живот и връщане на същества от гробищата. Понеже черното търси победа на всяка цена обикновено то има ограничен достъп до умения, които са достъпни само на един от другите цветове, тези умения обикновено искат жертване на жизнени точки, същества, карти в ръка, карти в библиотеката и други трудно достъпни ресурси. Някои черни същества имат умението intimidate, което ги прави трудни за блокиране. Други умения, които те могат да имат са deathtouch и regeneration. Основната слабост на черното е невъзможността да се справя с enchantment-и и артефакти, тенденцията да наранява себе си почти колкото и опонентите си и трудността да премахва други черни същества.

- Червеното е цветът на свободата, хаоса, страстта, креативността, яростта, войната, гръмотевиците и класическите елементи на огъня и земята. Силата на червеното включва унищожаване на земите и артефактите не опонента; жертването на постоянни ресурси за временна, но голяма сила; магии, които нанасят директна щета по същества и играчи обикновено чрез огън. Червеното има широк набор от същества, но с изключение на силните дракони повечето от тях са бързи и слаби, които ги прави и лесни за унищожение. Червеното, също като синьото може да „краде“ карти на опонента с разликата, че го прави временно. Повечето известни червени същества имат умението haste, което им позволява да атакуват и използват уменията си в хода, в който са влезли в игра. Слабостта на червеното е невъзможността му да се справя с enchantment магии, саморазрушителните му магии и слабостта му в късен етап на играта. Доста от червените карти имат и елемент на произволен избор

- Зеленото е цветът на живота, природата, еволюцията/адаптацията, екологията, независимостта и инстинкта. Силите на зеленото са на бойното поле, печелейки обикновено, чрез широкия си набор от същества. Те обикновено са много силни за сметка на високата си цена, но имат умения, които им помагат да оцеляват, като regenerate и hexproof. Зелените същества в доста случаи имат и trample – умение, което им позволява да нанесат останалата щета, след като са убили противниково същество директно по опонента. Зелените магии често се фокусират на растежа, като регенериране на жизнени точки и добавяне на допълнителни земи на полето, което им помага да стигнат по-бързо до силните си същества. Слабостите на зеленото са невъзможността да се защитава от индиректни атаки, има малко карти, които контраатакуват ръката, библиотеката или гробището. Също така има и малко начини да се справя със същества, които имат flying, landwalk или intimidate.

Цветовете, съседни на даден цвят в „Цветното колело“, са съюзнически. Например синьото има доста същества с flying, както имат черното и бялото, които са от двете му страни. Другите два цвята, които не са съседни са противникови цветове и имат крайно различни тематики. Например червеното е изключително агресивен цвят, за разлика от синьото и бялото. Разработчиците от Wizards of the Coast се стремят да балансират силите и уменията между петте цвята, като разграничават всеки от тях в различията му спрямо останалите.
- Многоцветните карти са представени в изданието Legends и обикновено имат златна рамка, за да ги прави по-различни от едноцветните карти. Тези карти изискват две или повече мана от различни цветове и се смята, че са във всеки от съответните цветове. Многоцветните карти обикновено комбинират философията и механиките на цветовете, в които са и обикновено са по-силни от едноцветните и хибридните карти за сметка на по-трудното им изиграване породено от многото цветове, които изискват. В изданието Ravnica са представени и нов вид многоцветни карти – хибридните карти. Хибридните карти се различават по двойната си рамка, която в левия си край е рамката на единия цвят, в десния – на другия. Хибридните карти могат да бъдат платени с всеки един от двата им цвята. Например хибридна карта струваща две червено/бяла хибридна мана може да бъде платена с две бяла, две червена или с по едно от всеки от двата цвята.
- Безцветните карти са тези, които не пренадлежат на никой от цветовете в Magic, това обикновено са земи и артефакти. За разлика от петте цвята, безцветните карти нямат конкретен стил на игра. Понякога безцветните карти имитират механики на даден цвят, но в доста по-слаб вариант. В изданието Rise of the Eldrazi са представени и безцветни карти, които са различни от земи и артефакти.